# Bela de Hungría
Bela (1243 – entre el 20 de junio y el 3 de octubre de 1269) fue un príncipe real húngaro de la Casa de Árpad, hijo del rey Bela IV de Hungría.

## Biografía
El príncipe Bela nació en 1243 al poco tiempo después de la invasión tártara a Hungría que causó enormes estragos y en la que se perdió un tercio de la población del reino. Bela era hijo del rey Bela IV de Hungría y de María Laskarina.account Bela tomó como esposa en 1264 a Cunigunda de Brandeburgo, hija del magrave Otón III de Brandeburgo (1215-1267) y de la princesa checa Beatriz (†1286). Del matrimonio del joven húngaro y Cunigunda no nacieron hijos.
Desde 1264 hasta 1269 Bela portó el título de Duque y gobernó las regiones de Croacia, Dalmacia, y las provincias de Valkó, Baranya, Somogy y Zala. Durante las querellas entre su hermano el príncipe Esteban y su padre el rey, Bela siempre se mantuvo al lado del monarca, e inclusive ha quedado registrado hasta nosotros que luchó en la batalla de Isaszeg en 1265 apoyando a Bela IV.
Bela murió aún en la vida de sus padres, y fue enterrado en la iglesia franciscana principal de Estrigonia, donde posteriormente también Bela IV y su esposa María Laskarina fueron sepultados. Se ha preservado el texto del sepulcro del príncipe Bela.